# Приватне життя рослин
Приватне життя рослин (англ. The Private Life of Plants) — документальний серіал BBC про природу, написаний та представлений Девідом Аттенборо, вперше показаний у Великій Британії 11 січня 1995 року.
Дослідження росту, руху, розмноження та виживання рослин, це було друге спеціалізоване дослідження Аттенборо після його великої трилогії, що розпочалася з «Життя на Землі» (англ. Life on Earth), 1979. Кожен із шести 50-хвилинних епізодів обговорює аспекти життєвого циклу рослин, використовуючи приклади з усього світу.
Серіал був створений Відділом природної історії BBC спільно з Turner Broadcasting System. Виконавчим продюсером був Майк Солсбері, а музику написав Річард Грассбі-Льюїс. У 1995 році він отримав премію Джорджа Фостера Пібоді в категорії «Телебачення».
Входить до серії програм Девіда Аттенборо «Життя», їй передувала «Життя в морозилці» (англ. Life in the Freezer, 1993), а потім «Життя птахів» (англ. The Life of Birds, 1998).

## Передумова
У серіалі широко використовується покадрове фільмування, щоб отримати кадри, які інакше були б майже неможливими. Рослини живуть в іншій часовій шкалі, і хоча їхнє життя дуже складне та часто дивовижне, більша його частина невидима для людини, хіба що події, що відбуваються протягом місяців чи навіть років, показані протягом кількох секунд. Як і в багатьох традиційних документальних фільмах про дику природу, у цьому серіалі майже не використовується комп'ютерна анімація. У серіалі також обговорюються гриби, хоча, як зазначається, вони не належать до царства рослин.
Механізми еволюції викладаються прозоро, демонструючи переваги різних типів поведінки рослин у дії. Адаптації часто бувають складними, оскільки стає зрозуміло, що середовище, до якого рослини повинні адаптуватися, включає не лише ґрунт, воду та погоду, а й інші рослини, гриби, комах та інших тварин, і навіть людей. Серіал показує, що кооперативні стратегії часто значно ефективніші за хижацькі, оскільки вони часто призводять до розвитку у жертви методів самозахисту – від рослин, що ростуть у вигляді шипів, до комах, які навчаються розпізнавати мімікрію. Однак люди можуть обійти всі ці правила природи, тому Аттенборо завершує закликом зберегти рослини в інтересах самозбереження.

## Епізоди

### "Travelling"
Перший епізод, що вийшов в ефір 11 січня 1995 року, розглядає, як рослини здатні рухатися. Ожина є агресивним прикладом: вона з силою просувається з боку в бік, і, мало що може стати їй на заваді. Зовсім швидшим видом є Oenothera deltoides, яка мешкає на каліфорнійських піщаних дюнах. Коли його місце розташування стає оголеним, воно з великою швидкістю переміщується на інше за допомогою вітру (це перекотиполе) – і саме це дозволяє багатьом формам рослинності поширювати своє насіння. Хоча це не рослина, спори грибів також поширюються подібно. Однією з найуспішніших (і найскладніших) квітів, що використовують вітер, є кульбаба, насіння якої подорожує за допомогою «парашутів», які долають кілометри шляху. Дерева мають перевагу у висоті, що дозволяє їм розносити своє насіння далі, і тополя виступає в цьому плані як спеціаліст. Вологість тропічних лісів створює проблеми з транспортуванням, а ліана Alsomitra macrocarpa — це одна з рослин, насіння якої є аеродинамічними «планерами». Деякі, як-от платан, мають форму «вертольотів», тоді як інші, як-от скажений огірок, випускають своє насіння шляхом «вибуху». Вода також широко використовується. Тропічна морська квасоля Entada gigas має один з найбільших плодів серед усіх рослин і розповсюджується водними потоками. Однак більшість рослин використовують живих кур'єрів, хай то собаки, люди та інші примати, мурахи чи птахи тощо, і з цією метою вони використовують колір і запах, щоб позначити, коли вони дозріли для збору.

### "Growing"
Ця програма, що вийшла в ефір 18 січня 1995 року, розповідає про те, як рослини отримують їжу. Сонячне світло є однією з найважливіших вимог для проростання насіння, і Аттенборо наводить як приклад рослину монстера приємна, молоді пагони якої прямують до найближчого стовбура дерева, а потім підіймаються до верхівки лісового пологу, розвиваючи по дорозі листя. Використовуючи сонячне світло, повітря, воду та кілька мінералів, листя фактично є «фабриками», що виробляють їжу. Однак деякі, як-от бегонія, можуть процвітати без достатньої кількості світла. Щоб отримати вологу, рослини зазвичай використовують своє коріння для дослідження підземних просторів. Дерева перекачують воду по трубах, що проходять всередині їхніх стовбурів, і Аттенборо зазначає, що платан може робити це зі швидкістю 450 літрів на годину. Занадто велика кількість опадів може закоркувати пори листка, і багато з них мають спеціально розроблені «жолоби», щоб справлятися з цим. Однак найбільша загроза для них — тварини, і деякі з них потребують екстремальних методів захисту, таких як колючки, камуфляж або отрута. Деякі можуть швидко рухатися, щоб відлякувати хижаків: мімоза може миттєво складати листя, коли її торкаєтесь, а венерина мухоловка їсть комах, закриваючи листям свою здобич, коли вона спрацьовує. Ще однією хижою рослиною є сарраценія, яка ловить комах, коли вони падають на трубчасте листя. Аттенборо відвідує Борнео, щоб побачити Nepenthes rajah, пастки якого містять до двох літрів води та, як відомо, вбивають дрібних гризунів.

### "Flowering"
Наступний випуск, що вийшов в ефір 25 січня 1995 року, присвячений способам розмноження рослин. Пилок і приймочка – це два компоненти, необхідні для запліднення. Більшість рослин несуть їх у своїх квітках і покладаються на тварин для транспортування пилку з однієї квітки на приймочку іншої. Для цього вони приваблюють своїх кур'єрів кольором, запахом та нектаром. Не лише птахи допомагають у запиленні: деякі ссавці та рептилії також це роблять. Однак для виконання цього завдання здебільшого залучають комах. Щоб пилок не витрачався даремно, потрапляючи не на ту квітку, деякі види рослин розвинули ексклюзивні стосунки зі своїми відвідувачами, і одним із прикладів є тирлич та її бджоли-теслярі. Оскільки виробництво пилку може бути дорогим з огляду на калорії, деякі рослини, такі як орхідеї, нормують його за допомогою полиній та стратегічно розміщеної посадкової платформи. Інші орхідеї не винагороджують за запилення, а натомість вводять своїх гостей в оману. Найекстремальніший метод запліднення – це ув'язнення, і однією з рослин, яка його використовує, є Helicodiceros. Його часто можна знайти поблизу колоній мартинів, і він імітує зовнішній вигляд і запах гнилої плоті. Це приваблює мух-м'ясоїдів, яких вони змушують залишатися на ніч, перш ніж їм дозволять відлетіти вранці, навантажені пилком. Нарешті, Аттенборо представляє найбільше у світі суцвіття: суцвіття Amorphophallus titanum.

### "The Social Struggle"
Цей епізод, що вийшов в ефір 1 лютого 1995 року, досліджує, як рослини гармонійно розподіляють середовище існування або конкурують за панування в ньому. Аттенборо звертає увагу на шторм 1987 року та спустошення, які він спричинив. Однак для деяких видів це була саме та можливість, заради якої вони багато років лежали в сплячці. Простір, залишений викорчуваними деревами, швидко заповнюється іншими, які відносно швидко рухаються до світла. Тропічні ліси зелені протягом усього року, тому для успішного сходження на вершину крони дерева потрібна груба сила: ротанґ — приклад рослини з найдовшим стеблом серед усіх рослин. Як випливає з назви, фіговий душитель (Ficus thonningii) «душить» свого господаря, розростаючись навколо нього та відрізаючи необхідну воду та світло. Дехто може скористатися перевагами поваленого дерева, пускаючи коріння на тепер горизонтальний стовбур та отримуючи поживу з навколишнього моху та грибів на мертвій корі. Евкаліпт королівський виростає настільки високою, що його відновлення стає значною проблемою. Він легко займистий, тому його рішення полягає в тому, щоб скинути насіння під час лісової пожежі та пожертвувати собою. Тому для виживання він залежить від періодичного майже повного руйнування навколишнього середовища. Аттенборо зазначає, що такі катастрофи, як пожежі та посуха, хоча спочатку й завдають шкоди дикій природі, зрештою дозволяють відродитися безлюдним середовищам існування.

### "Living Together"
П'ята програма, що вийшла в ефір 8 лютого 1995 року, досліджує союзи, що утворюються між тваринним та рослинним світами. Аттенборо занурюється в австралійський Великий Бар'єрний риф і порівнює нічне живлення коралів мікроскопічними істотами з денним раціоном водоростей. Деякі акації захищені мурахами, які захищатимуть їхній притулок від будь-якого хижака. Окрім житла, охоронці отримують у винагороду нектар, а деякі види – білок для своїх личинок. Гриби живляться рослинами, але також можуть забезпечувати необхідні поживні речовини для саджанців (мікориза). Зв'язок ніколи не розривається протягом усього життя дерева, і чверть цукрів і крохмалів, що виробляються його листям, повертається назад до його грибних партнерів. Тим часом гриби, що живляться мертвою деревиною, залишають порожнистий стовбур, що також корисно для дерева. Лишайники є продуктом взаємодії грибів та фотосинтетичного асоційованого організму, зазвичай водоростей. Омела — це напівпаразит, який отримує вологу з дерева-господаря, використовуючи власне листя для виробництва їжі. Її насіння відкладається на інше дерево після перетравлення плодів. Повитиця (Cuscuta) також є паразитом, зазвичай віддає перевагу кропиві та отримує поживні речовини через періодичні «пробки» вздовж стебла. Рафлезія не має стебла чи листя і виходить з хазяїна лише для того, щоб зацвісти – і вона утворює найбільшу окрему квітку: один метр у діаметрі.

### "Surviving"
Трансляція від 15 лютого 1995 року, останній епізод присвячений рослинам, які живуть у ворожому середовищі. Аттенборо відвідує острів Елсмір, на північ від Полярного кола, щоб продемонструвати, що навіть у місці, несприятливому для життя, його можна знайти. Водорості та лишайники ростуть у скелях або на них, а влітку, коли тане лід, квітки значно помітніші. Однак, вони повинні залишатися близько до землі, щоб не зазнавати холодного вітру. У Тасманійських горах рослини зберігають тепло, виростаючи в «подушки», що діють як сонячні панелі, з мільйоном окремих пагонів, згрупованих разом. Інші, такі як лобелія на горі Кенія, мають «шубу» з густих волосків на листках. Кактус Carnegiea в пустелі Сонора процвітає завдяки своїй здатності утримувати величезну кількість води, яка не може втрачатися через листя, оскільки в нього його немає. Багато мешканців пустелі отримують користь від прискореного життєвого циклу, швидко цвітучи протягом кількох тижнів після дощу. І навпаки, гора Рорайма — одне з найвологіших місць на Землі. Це величезне піщаникове плато з високими водоспадами, де поживні речовини постійно змиваються, тому рослини повинні адаптувати свій раціон, якщо хочуть вижити. Показано, як пухирники вдираються в середовище бромелієвих. Мешканці озер мають інші проблеми, з якими доводиться боротися: ті, що панують на поверхні, розмножуються як амазонська водяна лілія. Аттенборо завершує серію благанням про збереження видів рослин.

## DVD та книга
Серіал доступний у Великій Британії на DVD як частина колекції «Життя». Серед додаткових матеріалів – рекламне інтерв'ю, яке дав Девід Аттенборо в дитячому серіалі BBC «Синій Петро», та віньєтка «за лаштунками».
Супровідна книга «Приватне життя рослин» Девіда Аттенборо (ISBN 0-563-37023-8) була опублікована видавництвом BBC Books 8 грудня 1994 року.